# 阿圖·莫德斯托·托倫蒂諾

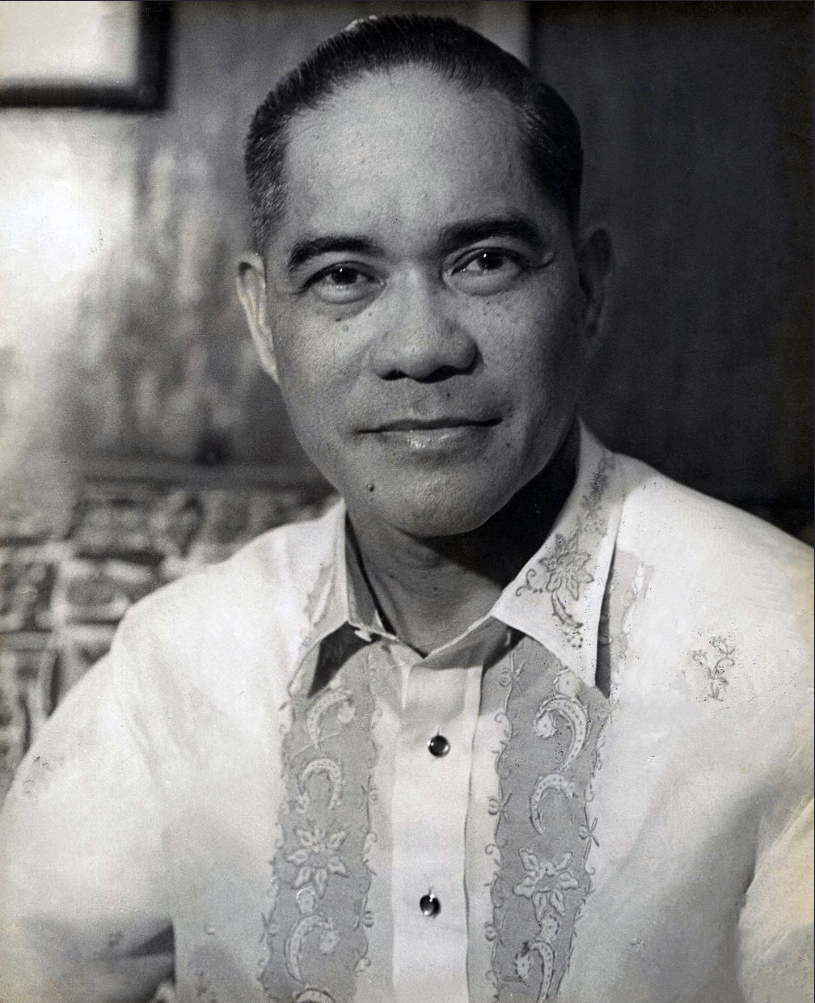
阿圖·莫德斯托·托倫蒂諾

阿圖·莫德斯托·托倫蒂諾（英語：Arturo "Ka Turing" Modesto Tolentino，1910年9月19日—2004年8月2日），是菲律宾的外交家、政治家、海洋法专家，曾担任菲律宾参议院议长、菲律宾外交部长，提出了闻名的“群岛学说”。